# Обсерватория Фарпойнт
Обсерватория Фарпойнт — астрономическая обсерватория, основанная в 1997 году в Эскридж (в 30 милях Ю-З Топика), Канзас, США. Наблюдатели на обсерватории: Гари Хаг и Грэм Белл. Обсерватория была основана и принадлежит Northeast Kansas Amateur Astronomers' League. Обсерватория расположена на территории en:Mission Valley High School. В данной обсерватории реализуется программа Farpoint Asteroid Search Team (FAST). Её основные задачи: поиск новых астероидов и астрометрическая поддержка в наблюдениях околоземных астероидов. В честь обсерватории назван астероид 23989 Farpoint.

## Инструменты обсерватории
- 0.3-m Schmidt-Cassegrain[1]
- 0.7-m reflector + CCD[2], фокусное расстояние: 9 футов 3 дюйма.

## Направления исследований
- поиск новых астероидов
- астрометрическая поддержка в наблюдениях околоземных астероидов

## Основные достижения
- Открыт 271 астероид с 1998 по 2008 года, которые на данный момент получили постоянные обозначения[3]
- 21757 астрометрических измерений опубликовано с 1997 по 2011 года [4]
- Открытие кометы 178P/Хуга — Белла